# Çankırı
Çankırı je administrativním centrem stejnojmenné provincie v Turecku. Leží 140 km severovýchodně od Ankary v nadmořské výšce okolo 800 m n. m.